# Ахмадинежад, Махмуд
Махму́д Ахмадинежа́д (перс. محمود احمدی‌نژاد‎ [mæhmuːd æhmædiːneʒɒːd]; род. 28 октября 1956, Гармсар, Семнан, Иран) — иранский политический и государственный деятель, шестой президент Исламской Республики Иран с 3 августа 2005 по 3 августа 2013 года. Прежде чем стать президентом, занимал пост губернатора провинции Ардебиль и губернатора Тегерана.
На посту президента свернул некоторые либеральные реформы, имевшие место при его предшественниках — Хатами и Рафсанджани. Была начата крупная энергетическая реформа: введены квоты на продажу бензина населению, ускорилось развитие иранской ядерной программы.
Во внешней политике придерживался консервативных взглядов, жёстко критиковал администрацию Буша и выступал за усиление связей Ирана с Россией и арабским миром. Также он неоднократно выступал с резкими заявлениями в адрес Израиля. Один из известных отрицателей Холокоста.

## Происхождение
Родился в семье бедного кузнеца 28 октября 1956 года в деревне Арадан недалеко от Гермсара, провинция Семнан. Данные о его этническом происхождении сильно расходятся. Согласно большинству российских СМИ, Ахмадинежад — талыш. Также существует мнение, что он — иранский азербайджанец. Британское агентство «Дейли Телеграф» утверждает, что Ахмадинежад — еврей, его настоящая фамилия — Сабуриджиян, известная фамилия иранских евреев, а родные иранского президента приняли ислам и сменили фамилию уже после его рождения. Позже израильский специалист по Ближнему востоку Меир Джавенданфар опубликовал статью в лондонской газете «Гардиан», в которой опроверг «утку» о том, что президент Ирана Ахмадинежад является евреем. По его словам, «Сабур» на фарси означает «краситель нитей для ковров». Его отец, Ахмад, работал продавцом, парикмахером и кузнецом, по вероисповеданию был глубоко верующим шиитом и преподавал в школах Коран. Мать Махмуда — Ханом, считается «сейедой», то есть причисляется шиитами к потомкам пророка Мухаммеда.

## Биография

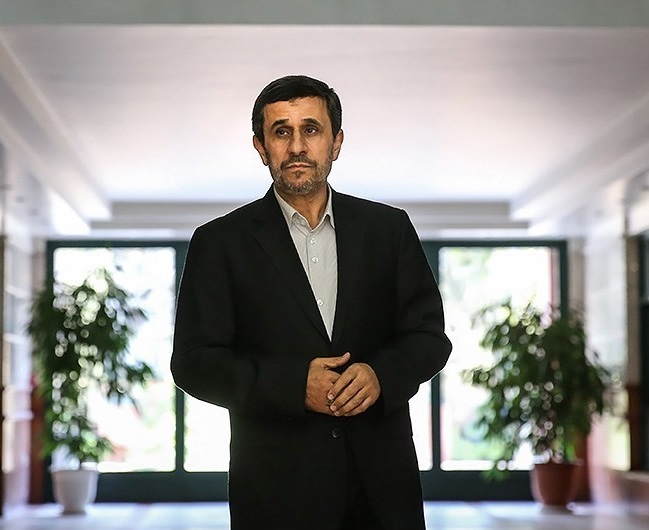
Махмуд Ахмадинежад

В 1976 году поступил в одно из наиболее престижных иранских высших учебных заведений — Тегеранский университет науки и технологий — и успешно окончил его с квалификацией транспортного инженера.
В студенческие годы активно участвовал в молодёжном антишахском движении. Вместе с сокурсниками он выпускал студенческий журнал религиозного характера. После свержения шаха, будучи на третьем курсе, примкнул к ультраконсервативной исламистской «Организации за укрепление единства университетов и духовных училищ», созданной близким соратником Хомейни.
По некоторым данным, подтверждённым, в частности, первым президентом Ирана Абольхасаном Банисадром, участвовал в захвате заложников-служащих посольства США в 1979 году. Однако большинство бывших пленников и участников операции не подтвердили эту версию.
В 1980 году отправился добровольцем на ирано-иракскую войну в составе спецподразделения Стражей исламской революции («Басидж»). Его батальон был расположен в Керманшахе на западе Ирана и участвовал в диверсионных операциях в северном и восточном Ираке.
После увольнения из армии начал политическую карьеру. В конце 1980-х годов он возглавлял администрации городов и шахрестанов Хой и Маку в провинции Западный Азербайджан. Позже занимал пост советника губернатора провинции Курдистан. В 1993 году избран губернатором (остандаром) Ардебиля и занимал этот пост до 1997 года. По совместительству он являлся советником министра культуры и образования Ирана. Вышел в отставку в 1997 году после победы на президентских выборах Мохаммада Хатами и вернулся к преподавательской деятельности в альма-матер.
Через 6 лет вновь вернулся в политику. В 2003 году муниципальный совет Тегерана избрал его мэром столицы. Возглавив администрацию Тегерана, свернул большую часть либеральных реформ, проводимых его предшественниками. По его указу были закрыты все западные заведения быстрого питания (фастфуда), место которых моментально заняли иранские компании, мужчинам на государственной службе было предписано не брить бороды и носить рубашки с длинными рукавами.
В июне 2005 года выиграл президентские выборы, набрав во втором туре на 7 млн голосов больше, чем бывший президент Ирана Али Акбар Хашеми Рафсанджани.
12 июня 2009 года был переизбран президентом на второй срок.
4 августа 2010 года на него было совершено покушение в городе Хамадан — кортеж забросали бомбами, но президент не пострадал. Несколько человек было ранено, нападавший задержан. Сам Ахмадинежад заявил, что «этот случай абсолютно не заслуживал внимания». Это было не первое покушение на него. В декабре 2005 года он уже становился мишенью атаки во время визита в провинциях Систан и Белуджистан.

## Оценки
Победа Ахмадинежада означала остановку процессов общественной и экономической либерализации в стране. Махмуд Ахмадинежад, не имеющий духовного сана, — ставленник Корпуса стражей исламской революции — формирования, подчиняющегося духовному лидеру Ирана (аятолла) и превосходящего по своей мощи вооружённые силы страны. При поддержке военных и духовных лидеров во время первого тура Ахмадинежад отстал от фаворита — Али Акбара Хашеми Рафсанджани — на 1,5 %, получив 19,48 % голосов. Во втором туре Махмуд Ахмадинежад уверенно победил, получив 61,69 % голосов избирателей (17,3 млн человек), тогда как Рафсанджани набрал 35,8 % (10,05 млн.).
Ожидалось, что умеренно-консервативное духовенство сохранит своё влияние и после проигрыша на выборах, но личный контроль Хашеми Рафсанджани над иранской нефтью может быть ослаблен. 26 июня 2005 года Ахмадинежад уже заявил о намерении сделать нефтяную отрасль более прозрачной и прибыльной для страны, пересмотреть контракты на добычу нефти, заключённые с иностранными компаниями, добиться перераспределения доходов от её продажи.

## Деятельность на посту президента

### Внешняя политика
- В январе 2007 года посетил страны Латинской Америки, лидеров которых объединяет противостояние гегемонии США — Венесуэлу, Никарагуа и Эквадор, где встретился с президентами Венесуэлы Уго Чавесом, Боливии — Эво Моралесом, Никарагуа — Даниэлем Ортегой и Эквадора — Рафаэлем Корреа. Ещё в сентябре 2006 года Иран и Венесуэла заключили 29 экономических соглашений — в частности, о создании совместных предприятий в сфере добычи и переработки нефти, а также в металлургии, машиностроении и фармацевтике. Тогда же для финансирования совместных проектов был создан фонд в размере 2 млрд долл. В январе 2007 года были подписаны очередные соглашения, и Ахмадинежад пообещал в течение 3 лет довести иранские инвестиции в Венесуэлу до 3 млрд долл., а Уго Чавес подтвердил готовность защищать право Ирана на развитие мирных ядерных технологий. В Иране надеются, что новая внешнеполитическая активность в Латинской Америке вынудит США отказаться от нападения на Иран или хотя бы отсрочить его.
- 21 декабря 2009 года он дал поручение оценить размер ущерба, нанесённого Ирану во время Второй мировой войны пребыванием на его территории советских, английских и американских войск — с целью потребовать компенсацию за ущерб, причинённый оккупацией[11][12]. Инициатива связана с тем, что в 1941 году Советский Союз, оккупировав северную половину Ирана, изъял все запасы хлеба в Персии, где начался реальный голод[13].

### Антиизраильские взгляды

«Счастливой Хануки!» Граффити на стене дома в Иерусалиме.

Придя к власти, Махмуд Ахмадинежад усилил антиизраильскую политику Ирана, начавшуюся после исламской революции.
В своих публичных выступлениях и интервью он говорил:
- сионистский режим надо «стереть с лица земли»;[14][15]
- Холокоста не было, а если был, то его используют против палестинцев;[16]
- противостояние Израилю — национальный и религиозный долг;[16]
- все страны региона являются врагами Израиля и в скором времени его уничтожат;[16]
- отведённая ООН Израилю территория должна безраздельно принадлежать Палестинскому государству;[17]
- Израиль проводит политику расизма, фашизма и апартеида;
- еврейское государство можно создать где-нибудь, где побольше места (Европа, Канада и т. д.);[18]
- желательно перенести еврейское государство из Палестины на часть территории Германии или Австрии, потому что эти страны, а не палестинцы, обязаны компенсировать евреям страдания, причинённые им в годы Второй мировой войны[19].

Неоднократно имел встречи с представителями части ультраортодоксальных еврейских кругов, выступающих за упразднение Государства Израиль, в частности — 24 сентября 2008 года, на следующий день после своей речи на 63-й сессии Генеральной Ассамблеи ООН, которая некоторыми была расценена как не только антиизраильская, но и антисемитская. За отрицание Холокоста Ахмадинежада критиковали не только его политические оппоненты, но даже президент Кубы Фидель Кастро.

### Ирано-иракские отношения
2 марта 2008 года президент Ирана с двухдневным визитом прибыл в столицу соседнего государства — Багдад. Визит назвали историческим, поскольку Ахмадинежад стал первым иранским лидером, прибывшим с визитом в Ирак за всю его историю, и впервые после окончания ирано-иракской войны. Махмуд Ахмадинежад завершил свой визит в Багдад подписанием ряда соглашений по экономическому сотрудничеству.

### Заявления по поводу терактов 11 сентября 2001 г.
На 65-й сессии Генеральной Ассамблеи ООН в Нью-Йорке в сентябре 2010 года президент Ирана Махмуд Ахмадинежад заявил, что виновными во взрывах башен Всемирного торгового центра 11 сентября могут быть либо могущественные, но никому не известные террористы, либо сами представители американской администрации, которым нужно было спасти экономику, либо террористы с помощью представителей американского правительства: «Некоторые представители руководства США сами организовали этот теракт, чтобы остановить падение американской экономики и усилить влияние на Ближнем Востоке, чтобы спасти сионистский режим. Большинство американцев и политиков во всём мире поддерживают эту точку зрения».
Также президент Ирана пригласил всех заинтересованных принять участие в международной конференции по проблемам терроризма и борьбы с ним, запланированной в 2011 году в Иране, и выяснить все аспекты по терактам 11 сентября.
Американская делегация в знак протеста покинула зал заседаний ООН. Государственный департамент США назвал слова Ахмадинежада «отвратительными и бредовыми».
Президент США Барак Обама по этому поводу дал интервью BBC Persian, вещающей на языке фарси, и назвал слова Ахмадинежада «оскорбительными», «полными ненависти», «непростительными». Затем США фактически заявили об информвойне против режима Ахмадинежада с целью «правильного просвещения» иранского населения.
Затем, 25 сентября 2010 года, Ахмадинежад заявил, что необходимо рассмотреть записи в бортовых самописцах и «чёрных ящиках», самолётов, использовавшихся в терактах 11 сентября; и что «реакция президента США на предложение создать независимую комиссию для расследования обстоятельств терактов 11 сентября была крайне неуклюжей, ибо если американским властям нечего прятать, то они должны были согласиться на такое предложение».
По мнению президента Ирана, «если американцы обладают документами, доказывающими причастность террористов к событиям 11 сентября, им надо предъявить эти документы комиссии по расследованию, чтобы объединить усилия в борьбе с террористами».
В сентябре 2011 года, после того, как Ахмадинежад назвал в очередном своём выступлении теракт «частью сложного плана по манипуляции мировым сообществом», а официальную версию — «большой ложью», в англоязычном журнале Inspire, издаваемом «Аль-Каидой», была опубликована статья, в которой заявления Ахмадинежада были названы «смехотворными»:

Для них «Аль-Каида» — конкурент в борьбе за сердца и умы бесправных мусульман во всём мире. Аль-Каида … смогла то, что не смог Иран. Поэтому иранцам понадобилось дискредитировать 11 сентября, а какое лучшее средство для этого? Теории заговора.Оригинальный текст (англ.)«For them, al Qaeda was a competitor for the hearts and minds of the disenfranchised Muslims around the world,» the article says. «Al Qaeda… succeeded in what Iran couldn’t. Therefore it was necessary for the Iranians to discredit 9/11 and what better way to do so? Conspiracy theories».

## Президентские выборы 2009

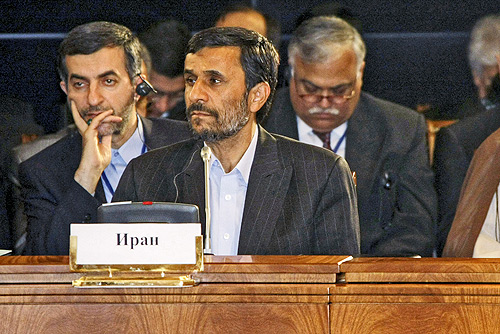
Ахмадинежад на встрече в верхах в Екатеринбурге 16 июня 2009 года, куда он приехал, несмотря на народные волнения, происходившие в это время в Тегеране.

28 января 2009 года Махмуд Ахмадинежад заявил о своём намерении вновь баллотироваться на пост президента. 12 июня 2009 года победил на президентских выборах в Иране, набрав около 63 % голосов.

## Завершение политической карьеры
На парламентских выборах весной 2012 года около трёх четвертей из 290 мест в парламенте получили союзники аятоллы Хаменеи, что означало поражение сторонников Ахмадинежада.
В президентских выборах 2013 года Махмуд Ахмадинежад принимать участие не мог, так как уже был президентом страны два срока. 15 июня 2013 года Хасан Рухани был избран в качестве преемника Ахмадинежада и вступил в должность 3 августа 2013 года.

## После ухода с должности президента

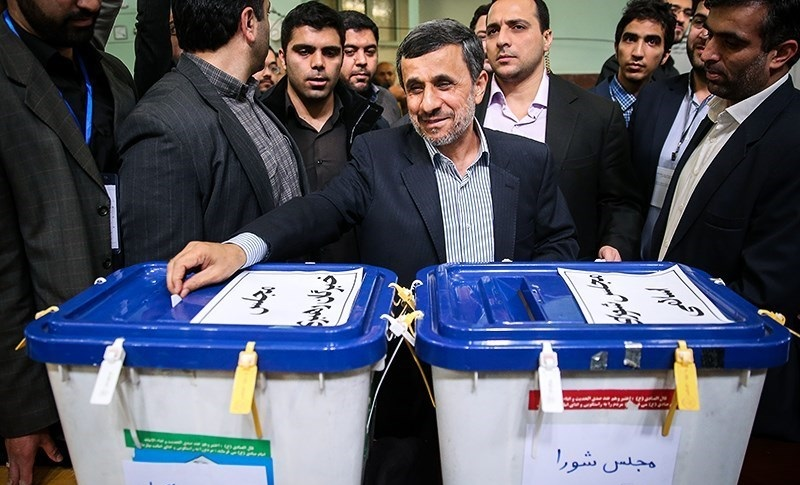
Махмуд Ахмадинежад голосует на выборах в феврале 2016 года

Ахмадинежад покинул свой кабинет 3 августа 2013 года и вернулся в свой частный дом в городе Нармак.
В интервью CNN Ахмадинежад сказал, что после окончания срока его президентства он вернётся в университет и уйдёт из политики. Тем не менее 2 июля 2013 года в кулуарах саммита ОПЕК, проходившего в России, Ахмадинежад заявил, что он может продолжать участвовать в политике путём создания новой партии или неправительственной организации. В конце июля 2013 года информационное агентство Mehr сообщило, что Ахмадинежад получил разрешение от Высшего совета культурной революции, чтобы начать обучение в аспирантуре Тегеранского университета.
5 августа 2013 года Верховный лидер Али Хаменеи издал указ о назначении Ахмадинежада в качестве члена Совета целесообразности. 15 июня 2015 года ряд членов кабинета министров Ахмадинежада создал новую политическую партию, которая называется YEKTA Front. Партия опубликовала список для участия в выборах в законодательные органы 2016 года, в том числе некоторые из членов кабинета Ахмадинежада зарегистрированы на выборах, но Ахмадинежад не поддерживает ни одного списка на выборах.
В апреле 2017 года кандидатура Махмуда Ахмадинежада, подавшего документы для участия в президентских выборах, не была допущена Наблюдательным советом Ирана.
В начале января 2018 года ряд СМИ сообщил об аресте Ахмадинежада в ходе антиправительственных протестов в Бушире, которые были расценены как «подстрекательство к беспорядкам». Позднее адвокат бывшего президента опроверг его арест.
Махмуд Ахмадинежад осудил российское вторжение в Украину, поддержав Украину и президента Зеленского.

### Президентские выборы 2024 года
2 июня 2024 года Ахмадинежад зарегистрировался кандидатом на пост президента Ирана на президентских выборах 2024 года, но не получил одобрения при проверке Наблюдательным советом Ирана.

## Прочие факты
- Фамилия Ахмадинежад в российской прессе часто ошибочно пишется как «Ахмадинеджад». Это связано с некорректной транслитерацией записи фамилии латиницей (Ahmadinejad). Кроме того, в отличие от персидского, звук «ж» отсутствует в арабском литературном языке.
- На пресс-конференции после встречи президентов Ирана и Азербайджана в Баку Ахмадинежад заявил, что очень любит азербайджанский народ и говорит на азербайджанском языке[42].
- Махмуд Ахмадинежад в 2010 году выставил свой Пежо 504 1977 года выпуска на аукцион. Новый такой же автомобиль стоит 9000 долларов, а подержанный можно купить за 2000. Торги значительно оживились, когда кто-то оценил машину в миллион долларов[43].